# Eucher de Lyon
Pour les articles homonymes, voir Eucher.
Eucher de Lyon  (370-449), issu d'une grande famille gallo-romaine et riche propriétaire en pays d’Aigues, fut sénateur d'Aquæ Sextiæ, puis moine à Lérins, ermite dans le Luberon puis évêque de Lyon de 435 à 449. Il est reconnu saint par l'Église catholique et l'Église orthodoxe.

## Biographie
Cultivé et pétri de culture latine, le sénateur Eucherius fut marié avec Galla, ils eurent deux filles, Consorce (ou Consortia) et Tulle (ou Tullia), et deux fils, Véran (Veranus), qui fut avec son père à Lérins auprès du moine Hilaire, et Salonius, évêque de Genève.

### Contexte historique
Au Ve siècle, l’Empire, traversé par de multiples crises , commença à être ébranlé par les attaques de certaines tribus germaniques. Obligés par leurs vainqueurs à la règle de l’hospitalité – cession obligatoire d’une partie de leurs domaines – nombre de patrices gallo-romains préférèrent fuir. Ce fut cette solution que choisit le sénateur de la Narbonnaise seconde. Nouveau converti, il préféra partir, en 416, avec son fils Veranus, laissant sur place son épouse Galla enceinte et leurs deux filles. Ils se retirèrent dans les îles de Lérins, où Honorat avait fondé une abbaye déjà célèbre.

### Moine à l'abbaye de Lérins
L’abbaye de Lérins, malgré son prestige, était tenue pour suspecte par l’Église. Ses moines avaient repris la doctrine de Pélage qui privilégiait la liberté de l’humanité face à la volonté de la divinité. Comme il n’y avait rien de plus urgent, malgré le déferlement des invasions, que de traiter à la racine tout risque de déviation du dogme, les Provençaux furent accusés de déviance par le Magistère et, à ce titre, combattus violemment par l’évêque Prosper d’Aquitaine et surtout par Augustin, l’évêque d’Hippone, qui y gagna ses galons de Docteur de l'Église.
Ces querelles n’empêchèrent pas les cénobites de mener dans leur île, à l’abri de la menace barbare, une vie rigoureuse et studieuse. La légende s’empara même de leurs faits et gestes. Elle veut, entre autres, que le jeune Véran ayant été chargé de rechercher de l’eau en creusant un puits et ayant échoué, le vieil Honorat fit, tel Moïse avec son bâton, jaillir une source d’un rocher. Parabole assez claire de l’opposition entre la fougue inexpérimentée de la jeunesse et la sagesse raisonnée de l’âge mûr.

### Ermite dans le Luberon
Mais quand, en 426, Honorat dut abandonner Lérins pour prendre la tête de l’archevêché d’Arles, Eucher et Véran quittèrent aussi ce refuge. Bien que, d’après Jean Cassien, ils aient eu la prime idée de se retirer en Égypte, les deux hommes retournèrent dans leur pays d’Aigues. Les effusions familiales avec Galla et ses filles Tullia et Consortia furent de courte durée. Il parut même urgent que le dernier-né Salonius fut immédiatement amené, par son père et son frère, à Lérins où il fut pris en charge et éduqué par les moines Vincent et Salvien. La carrière du jeune homme fut fulgurante puisqu’il devint, avant 440, évêque de Genève.
Son frère Véran s’était, entre-temps, retiré dans les Alpes maritimes, au cœur de la vallée du Loup, où il fonda un monastère qui portera son nom aux alentours de l’an Mil. Après avoir assisté, en 441, en compagnie de son père, au premier concile d'Orange, il devint dix ans plus tard évêque de Vence.
Afin de s’isoler d’un monde qu’il avait connu civilisé et qui sombrait dans la barbarie, Eucher était resté au pied du Luberon, à Beaumont-de-Pertuis, dans la partie la plus reculée de ses domaines. Il vécut désormais en ermite dans une grotte murée et seules Galla, Tullia et Consortia purent le visiter et lui apporter sa pitance. Autant que la nostalgie du désert dont ont parlé certains auteurs, il faut voir dans cette attitude la réaction d’orgueil blessé d’un noble gallo-romain face à l’occupation de sa province par les hordes barbares.

### Évêque de Lyon
Mais en 434, la réputation de l’ermite du Luberon était telle, qu’on descendit le chercher dans sa solitude provençale pour le placer sur le trône épiscopal. Un martyrologe lyonnais du VIIIe siècle précise d’ailleurs qu’Eucher fit de la résistance puisque l’archidiacre chargé de cette mission dut casser le mur de la grotte et l’obliger à le suivre pour être sacré à Lyon. Sa fête est fixée au 16 novembre.
Selon l'abbé Dumas, Eucher a largement contribué à l'organisation de la fête des Merveilles qui a duré jusqu'à la fin du Moyen Âge. On en trouve notamment mention dans son homélie aux saints Épipode et Alexandre de Lyon. Cette solennité qui a eu lieu tous les ans le 2 juin est dédiée aux quarante-huit martyrs de Lyon.

### La famille d'Eucher
Il n’en fut pas moins un redoutable pater familias. Dès son arrivée à Lyon, son premier souci fut d’écrire à sa fille Tullia pour lui ordonner de prendre sa place dans sa grotte : 

« Si tu ne veux pas me déplaire commence par te tondre la tête et décide de mener une vie de recluse sur nos terres appelées Mont Mars, près de la Durance, car telle est la volonté de Notre Seigneur. »

Sur ses ordres, sa seconde fille Consortia dut se retirer à Mocton, près du village de l’Escale, dans les Alpes provençales. Elle y fit bâtir une église consacrée à Étienne, le proto-martyr et un hospitaletum. Elle s’y éteignit en odeur de sainteté et fut inhumée dans un sarcophage percé d’un trou ce qui permettait aux fidèles d’y glisser un bras pour toucher ses reliques. Ses restes furent transportés, au Xe siècle, à Cluny, dont elle devint la sainte patronne. Les bénédictins ont donné son nom à un village, entre Lyon et l’Arbresle : Sainte-Consorce, tandis qu’Aix-en-Provence l’honorait comme une thaumaturge anti-pesteuse. 
Tulle, sa sœur, donna son nom à Sainte-Tulle, un village voisin de Beaumont. Décédée peu après sa claustration, elle fut ensevelie dans une crypte rupestre, sur un site appelé depuis lors Tullæ, qui fut ensuite transformé en Sainte-Tulle. Au Moyen Âge, son sépulcre fut recouvert par une chapelle. Elle est aussi honorée comme sainte anti-pesteuse à Cucuron, dans le Vaucluse. La vox populi lui attribua même la fin des ravages de la grande peste de 1720. Depuis chaque année, pour sa fête, on lui dresse un Mai, peuplier de plus de 20 mètres de haut, dont le transport a nécessité jusqu’à plus de 60 porteurs.
Leur frère Véran (400-465) a eu aussi l’honneur de donner son nom à quelques villages. Mais parmi les nombreux Saint-Véran, il demeure difficile de faire la part entre un Véran qui fut archevêque de Lyon, celui qui s’illustra en tant qu’évêque de Cavaillon et le fils aîné d’Eucher.
Galla, leur mère, prit le voile à Valence. Originaire des Baronnies, elle donna son nom à Sainte-Jalle, site qu’elle aurait débarrassé de la présence des barbares Alains. Elle y fut ensevelie, sur l’emplacement d’un ancien temple dédié à Jupiter-Baginus, dans une église consacrée à saint Étienne, devenue aujourd’hui Notre-Dame de Beauvoir. Un manuscrit du XIe siècle en fait « une vierge dont la foi aurait déplacé la montagne » et qui aurait grâce à cet exploit fait fuir les envahisseurs.
De son illustre famille, l’archevêque de Lyon reste donc le seul avec son fils Salonius, a ne pas avoir donné son nom à une commune. Ce ne fut pas toujours le cas. On sait, en effet qu’en 1698, la chapelle de Saint-Eucher, à Beaumont, fut reconstruite par François de Margaillet, qui était seigneur de Saint-Paul-le-Fougassier et de Sant-Auquille (francisation d’Auqueri, nom provençal d’Eucher).
La poétesse épigrammatiste Eucheria lui était peut-être apparentée

### Culte d'Eucher dans le Luberon

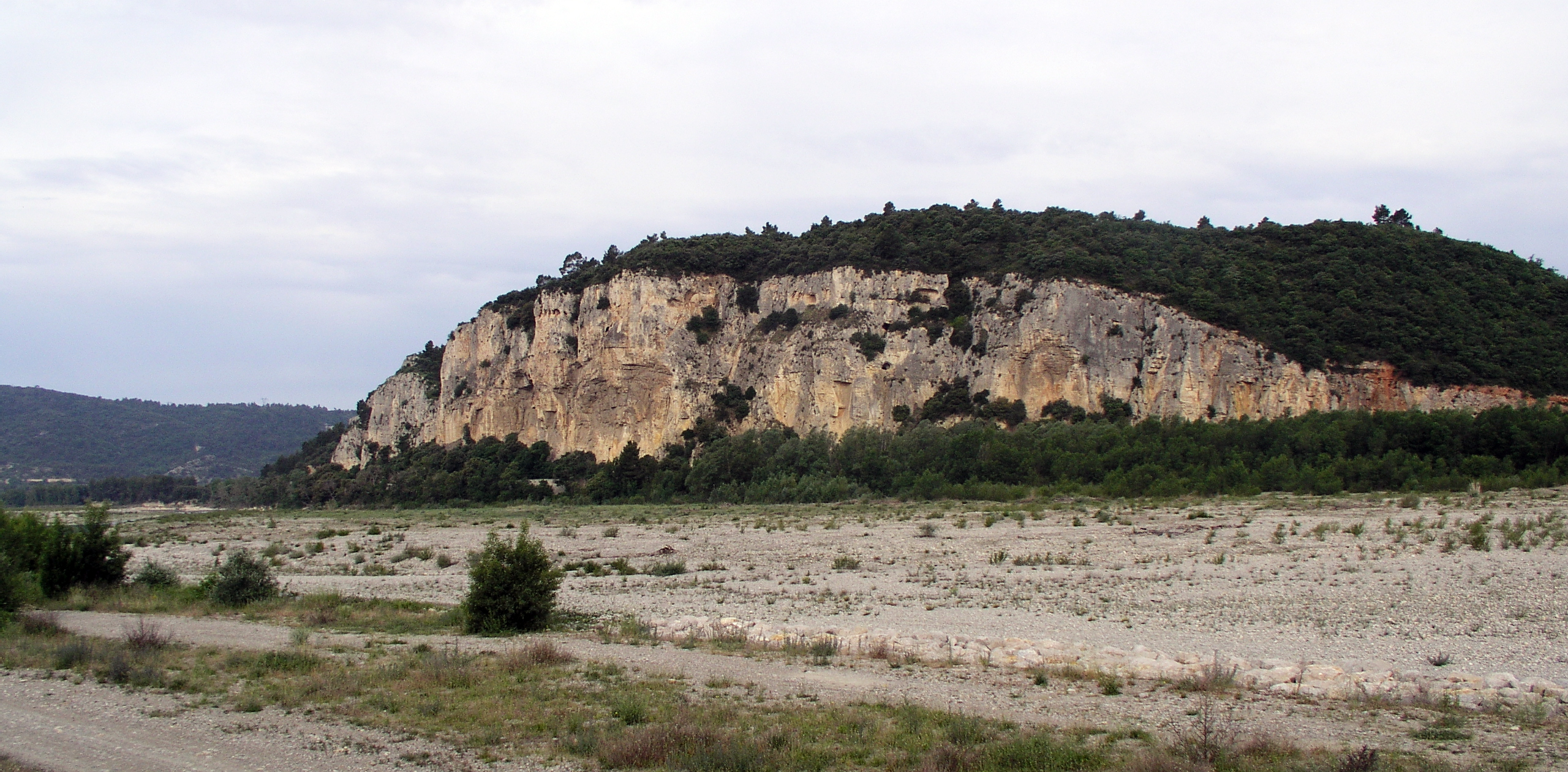
Le rocher de Saint-Eucher dans lequel s'ouvre la grotte du même nom, Beaumont-de-Pertuis, Vaucluse.

C’est de cette époque que date le tableau visible dans l’église paroissiale de Beaumont représentant Eucher, Jalle, Tulle et Consorce et que la porte de la chapelle Saint-Eucher fut ornée du blason des Margaillet. Elle surplombe la Durance que longe à cet endroit la route des Alpes.
À une soixantaine de mètres au-dessus se trouve toujours la grotte de l’ermite dans laquelle le père obligea sa fille à se cloîtrer. Elle reste d’ailleurs connue dans la région sous le nom de grotte de sainte Tulle et fut le lieu de rendez-vous d’une procession jusqu’au XIXe siècle chaque 16 novembre pour la fête du saint. Si la réputation d’Eucher n’atteint pas celle de Sidoine Apollinaire, son voisin et disciple de Clermont-Ferrand, c’est qu’il a consacré sa plume plus à l’apologie chrétienne qu’aux événements de son siècle ou à chanter ses vignes du pays d’Aigues.

## Œuvres
Ce commentateur des Écritures, dont la langue et le style furent admirés par Érasme lui-même, est resté célèbre dans l’Église par ses écrits. Un an après son retour des îles de Lérins, il composa  de Laude Eremi (Eloge du désert) pour louer les bienfaits de la solitude et chanter la gloire de son abbaye. Trois ans plus tard, en 430, afin de convertir son cousin païen le patrice Valérien, il écrivit de Contemptu Mundi (Le mépris du monde). Dans cette Lettre à Valérien sur le mépris du monde, Eucher a cette formule, ô combien appropriée, pour résumer la tragédie que vit alors le monde romain : 

« On a vu et l’on voit encore, dans ce monde aux cheveux blancs, la famine, la peste, la dévastation, les guerres et la terreur. »

Pour son fils Salonius, il commenta la Bible dans une série de textes intitulés Instructionum Libri et fit de même pour Véran avec ses Formulæ. Son œcuménisme lui fit prendre ses références aussi bien chez Jean Cassien et Jérôme que chez leur contempteur Augustin.
Restent quelques-unes de ses Lettres dans lesquelles il rend compte de ses voyages. La plus célèbre d’entre elles est l’épître qu’il envoya à Salvius, l’évêque d’Albi, après sa visite en Valais à l’abbaye d’Agaune, fondée par les moines de Lérins. Il y décrit les Alpes, le Rhône, le massacre de la légion thébaine, le martyre de Mauricius et de ses compagnons, ordonné par Maximien Hercule, à la fin du IIIe siècle, avant d’aller châtier les bagaudes, paysans gaulois révoltés. Bien qu’Eucher y affirme : « J’ai demandé la vérité sur ces points à des gens capables de me l’apprendre »,  il aurait, d’après les spécialistes, fait plus œuvre littéraire qu’œuvre d’historien.
Ce qui n’empêcha pas que son influence fut immense si on en juge ce qu’en rapporte son contemporain Claudius Mamertus : 

« D’âge jeune et d’esprit mûr, méprisant la terre et n’aspirant qu’au ciel, profondément humble et d’un mérite éminent, doué d’une intelligence pénétrante, d’une science étendue et d’une éloquence débordante, il fut sans conteste le plus grand parmi les plus grands évêques de son temps. »

- Du mépris du monde  et  Éloge de la solitude, présentation et traduction du chanoine L. Cristiani, Nouvelles éditions latines (1950) 100 pages
- Traité du mépris du monde et Eloge du désert de Lérins, en latin (ces deux ouvrages ont été traduits par Arnauld d'Andilly, 1672) ;
- Histoire des martyrs de la légion thébaine, traduit par Jean-Armand Dubourdieu, 1705.
- Eucherius Lugdunensis, "Formularum spiritalis intelligentiae ad Uranium", Patrologia latina 50, col. 727-772. Voir Formulæ spiritalis intellegentiæ : traduction anglaise sans référence scientifique ; omet le premier chapitre du texte édité dans la Patrologie latine (PL 50, 729C-738B)